# Solanum schefferi
Solanum schefferi är en potatisväxtart som beskrevs av Ferdinand von Mueller. Solanum schefferi ingår i släktet skattor som ingår i familjen potatisväxter. Inga underarter finns listade i Catalogue of Life.